# 赝靛黄素
赝靛黄素是一种有机化合物，化学式C16H10O5，属于異黃酮類衍生物，存在于紅菽草（学名：Trifolium pratense）等植物中。